# There has been a time
There has been a time is een single van The Cats die werd uitgebracht in 1972.
Zowel There has been a time als het nummer op de B-kant, How did you feel, werden geschreven door Arnold Mühren. Voor Duitsland kwam een aparte persing met Vaya con Dios als B-kant.
Van het nummer verscheen de Duitstalige versie Kannst du mir verzeih'n op het album Katzen-spiele (1972).

## Hitnotering
Het nummer stond twee weken op plaats 3 in de Top 40 en bleef elf weken in deze hitlijst staan. In de Single Top 100 kwam het eveneens op plaats 3 terecht.

### Evergreen Top 1000
| Evergreen Top 1000 | Evergreen Top 1000 | Evergreen Top 1000 | Evergreen Top 1000 | Evergreen Top 1000 | Evergreen Top 1000 | Evergreen Top 1000 | Evergreen Top 1000 | Evergreen Top 1000 | Evergreen Top 1000 | Evergreen Top 1000 | Evergreen Top 1000 | Evergreen Top 1000 | Evergreen Top 1000 | Evergreen Top 1000 | Evergreen Top 1000 | Evergreen Top 1000 |
| Jaar               | 2008               | 2009               | 2010               | 2011               | 2012               | 2013               | 2014               | 2015               | 2016               | 2017               | 2018               | 2019               | 2020               | 2021               | 2022               | 2023               |
| ------------------ | ------------------ | ------------------ | ------------------ | ------------------ | ------------------ | ------------------ | ------------------ | ------------------ | ------------------ | ------------------ | ------------------ | ------------------ | ------------------ | ------------------ | ------------------ | ------------------ |
| Positie            | -                  | -                  | -                  | -                  | -                  | 607                | -                  | 435                | 638                | 502                | 208                | 147                | 173                | 244                | 173                | 103                |

### Nederlandse Top 40
| Positie: | 16 | 6 | 3 | 3 | 7 | 10 | 12 | 17 | 26 | 32 | 37 | uit |

### NederlandseDaverende 30
| Positie: | 24 | 10 | 4 | 3 | 7 | 10 | 14 | 15 | 24 | uit |

### BelgischeBRT Top 30
| Positie: | 26 | 19 | 24 | 7 | 25 | 23 | 18 | 24 | 19 | 28 | uit |

### VlaamseUltratop 30
| Positie: | 30 | 22 | 19 | 16 | 17 | 19 | 19 | 25 | 25 | 28 | 28 | uit |